# 2009 في رومانيا
فيما يلي قوائم الأحداث التي وقعت خلال عام 2009 في رومانيا.

## سياسة

### انتهاء فترة المنصب
- 1 أكتوبر – فيكتور بونتا Minister of Relations with the Parliament ‏.

## موسيقى

### ألبومات
من الألبومات التي صدرت هذه السنة في رومانيا:
- 1 يناير – ساخن من غناء إينا.

## وفيات

### فبراير
- 8 فبراير – ماريان كوزما (مواليد 1982) لاعب كرة يد روماني.